# Omloop van het Waasland 1982
 De 18e editie van de Belgische wielerwedstrijd Omloop van het Waasland vond plaats op 21 maart 1982. De start en finish vonden plaats in Kemzeke. De winnaar was Johnny De Nul, gevolgd door Walter Schoonjans en Jan Bogaert.

## Uitslag
| Omloop van het Waasland 1982 |                   |                           |        |
| Plaats                       | Naam              | Ploeg                     | Tijd   |
| Winnaar                      | Johnny De Nul     | Masta-Puch                | 4u5'0" |
| 2                            | Walter Schoonjans | Wickes Bouwmarkt-Splendor | z.t.   |
| 3                            | Jan Bogaert       | Europ Decor Wommelgem     | z.t.   |

1965 · 1966 · 1967 · 1968 · 1969 · 1970 · 1971 · 1972 · 1973 · 1974 · 1975 · 1976 · 1977 · 1978 · 1979 · 1980 · 1981 · 1982 · 1983 · 1984 · 1985 · 1986 · 1987 · 1988 · 1989 · 1990 · 1991 · 1992 · 1993 · 1994 · 1995 · 1996 · 1997 · 1998 · 1999 · 2000 · 2001 · 2002 · 2003 · 2004 · 2005 · 2006 · 2007 · 2008 · 2009 · 2010 · 2011 · 2012 · 2013 · 2014 · 2015 · 2016 · 2017 · 2018 · 2019 · 2020 · 2021 · 2022 · 2023 · 2024